# Дубищанська вулиця
Дубища́нська ву́лиця — вулиця в Оболонському районі міста Києва, котеджний комплекс «Італійський квартал». Пролягає від Редчинської вулиці до кінця забудови.

## Історія
Виникла у першій половині 2010-х років як вулиця без назви. Сучасна назва — з 2014 року, на честь урочища Дубище, розташованого неподалік.